# Revista Cobalt
La Revista Cobalt (japonés: コバルト文庫, kobaruto benko) es una publicación bimestral japonesa afiliada a Shueisha, y publica series de novelas ligeras orientadas a chicas jóvenes.